# Vladimir Safatle
Vladimir Pinheiro Safatle (geboren am 3. Juni 1973 in Santiago de Chile) ist ein brasilianischer Philosoph, Schriftsteller und Musiker. Er ist Professor für Theorie der Humanwissenschaften an der Fakultät für Philosophie, Sprachen und Humanwissenschaften der Universität São Paulo (FFLCH-USP). Einer breiteren Öffentlichkeit wurde er vor allem durch seine Tätigkeit als Kolumnist für die Zeitung Folha de S. Paulo bekannt. Sein intellektuelles Schaffen konzentriert sich auf die Bereiche Epistemologie der Psychoanalyse und Psychologie, politische Philosophie, Kritische Theorie und Philosophie der Musik.

## Biographie
Als Sohn des ehemaligen Guerillakämpfers Fernando Safatle, der als Mitglied der Nationalen Befreiungsaktion (Ação Libertadora Nacional) am bewaffneten Kampf gegen die Diktatur in Brasilien teilnahm, und Ilmeide Tavares Pinheiros wurde Vladimir Safatle 1973 in Santiago de Chile geboren. Seine Familie zog aufgrund der Machtergreifung Augusto Pinochets nach Brasilien, als Vladimir nur wenige Monate alt war. In Brasilien ließen sie sich zunächst in Brasília nieder und ab 1987 in Goiânia, als sein Vater das Amt des Planungssekretärs in der Regierung von Goiás übernahm.
1991 zog er nach São Paulo, wo er sein Universitätsstudium begann. Er studierte gleichzeitig Philosophie an der Universität São Paulo und Werbung an der Escola Superior de Propaganda e Marketing (ESPM). 1997 schloss er seinen Master in Philosophie an der Universität São Paulo unter der Betreuung von Bento Prado Júnior ab, mit der Arbeit „O amor pela superfície: Jacques Lacan e o aparecimento do sujeito descentrado“ (Die Liebe zur Oberfläche: Jacques Lacan und die Entstehung des dezentrierten Subjekts). 2002 wurde er an der Universität Paris VIII unter der Leitung von Alain Badiou promoviert.  Seine Dissertation mit dem Titel „A Paixão do Negativo: Modos de Subjetivação e Dialética na Clínica Lacaniana“ wurde 2006 bei Universidade Estadual Paulista veröffentlicht und 2010 ins Französische übersetzt (Georg Olms Verlag).
Seit 2003 ist Vladimir Safatle Professor am Institut für Philosophie der Universität São Paulo und wurde 2019 ordentlicher Professor. Er war auch Gastprofessor und Forscher an verschiedenen Universitäten und Institutionen in Europa, Afrika und Nordamerika, darunter Paris I, Paris VII, Paris VIII, Paris X, Toulouse, Louvain, Stellenbosch Institute of Advanced Studies/Südafrika, Essex und Berkeley.
Zusammen mit Christian Dunker und Nelson da Silva Jr. gründete er das Labor für Sozialtheorie, Philosophie und Psychoanalyse an der USP (Latesfip-USP) und leitet es.
Safatle ist auch Komponist und hat Soundtracks für Theaterstücke wie „Leite Derramado“ und „Caesar“ komponiert, beide von Roberto Alvim. Für „Caesar“ erhielt er 2015 den Aplauso-Preis für den besten Original-Soundtrack. 2019 veröffentlichte er zusammen mit der Sängerin Fabiana Lian das Album „Músicas de Superfície“ mit Stücken für Klavier und Stimme, die zwischen 1994 und 1998 komponiert wurden. 2021 veröffentlichte er das Album „Tempo Tátil“.
Zwischen 2010 und 2019 war er wöchentlicher Kolumnist für die Zeitung Folha de S. Paulo. Er tritt regelmäßig in Fernsehsendungen auf und war vier Jahre lang politischer Kommentator für Jornal da Cultura. Derzeit ist er Kolumnist für die Zeitung El País.
Als politisch aktiver Intellektueller hielt er mehrere öffentliche Vorträge während Streiks und Besetzungsveranstaltungen wie „Ocupa Sampa“ und „Ocupa Salvador“.  Er wurde von der Partei Socialismo e Liberdade (PSOL) eingeladen, bei den Wahlen 2014 als Kandidat für das Amt des Gouverneurs des Bundesstaates São Paulo anzutreten. Die Kandidatur kam jedoch aufgrund interner Meinungsverschiedenheiten nicht zustande.
Bei den Wahlen 2022 kandidierte er für das Amt des Bundesabgeordneten für São Paulo, wurde jedoch nicht gewählt.

## Intellektueller Werdegang
In seinen Werken schlägt er eine Neuinterpretation der dialektischen Tradition (insbesondere Hegel, Marx, und Adorno) durch die Optik der psychoanalytischen Theorie Jacques Lacans vor, zusammen mit einer Neuformulierung klassischer marxistischer Kategorien wie Fetischismus, Kritik und Anerkennung. Sein philosophisches Projekt gründet sich auf dem Bestreben, eine subtraktive Ontologie des Subjekts zu konstruieren, die von poststrukturalistischen Kritiken des Fundamentalismus geprägt ist. Diese subtraktive Ontologie dient als Horizont für die Neuformulierung von Anerkennungstheorien und die Neugestaltung produktiver Dynamiken in den Bereichen Politik und Ästhetik.
Seiner Ansicht nach scheitern hegemoniale Anerkennungstheorien (wie die von Axel Honneth and Charles Taylor vorgestellten) daran, dass sie sich auf eine zutiefst normative Anthropologie stützen, die letztlich die identitätsbasierten Annahmen der modernen Individualität naturalisiert. Dies ist das zentrale Thema von „Grande Hotel Abismo“ und wird in seinem nachfolgenden Buch „O Circuito dos Afetos“ weiter ausgeführt. Die Einbeziehung der psychoanalytischen Reflexion Jacques Lacans mit ihrer Vorstellung vom dezentrierten Subjekt und ihrem Verständnis der Produktivität von Erfahrungen der Negativität und Hilflosigkeit erscheint als Weg, einen radikal anderen Rahmen für die Einschreibung von Anerkennungsforderungen zu bieten. Dieser Rahmen ermöglicht die Entwicklung dessen, was der Autor „anti-prädikative Anerkennung“ nennt. Politisch eröffnet eine solche anti-prädikative Anerkennung theoretischen Raum für eine post-identitäre Politik, die durch ein nicht-substantielles Konzept von Universalität operieren kann. Diese Universalität treibt die Produktion von Deinstitutionalisierungsprozessen und die Schaffung sozialer Unbestimmtheitszonen voran.
Andererseits versucht dieses Projekt, dem Raum zu geben, was sich in den Subjekten nicht der Figur der Identität oder einer egologischen Reduktion der Subjektivität fügt. Es zielt darauf ab, Themen im Zusammenhang mit Nicht-Identität (Adorno) und Dezentrierung (Lacan) zu entfalten. Indem seine Philosophie sich weigert, das Subjekt auf die Rolle eines Fundaments für die Fehltritte des modernen Denkens innerhalb der Wege der Repräsentation und Identität zu begrenzen, beharrt sie auf der Irreduzibilität der Zentralität der dem Subjekt innewohnenden implikativen Funktionen. Wo immer es eine Implikation in ein Ereignis mit seiner Kraft der Entpersönlichung und Unpersönlichkeit gibt (paradoxerweise auf Themen von Deleuze und dem französischen Poststrukturalismus zurückgreifend), wird es immer ein Subjekt geben, wie larval es auch erscheinen mag. In diesem Sinne könnte das Konzept des Subjekts rekonstruiert, aber nicht einfach aufgegeben werden. Die Kritik an der im Horizont des menschlichen Wesens eingebetteten Anthropologie beinhaltet daher nicht eine Kritik des Subjekts als implikative Funktion.
Vladimir Safatle ist einer der Verantwortlichen für die brasilianische Ausgabe der Gesammelten Werke Theodor Adornos (Editora UNESP) und veröffentlichte 2019 „Dar corpo ao impossível: o sentido da dialética a partir de Theodor Adorno“ (Dem Unmöglichen Körper geben: Die Bedeutung der Dialektik bei Theodor Adorno), in dem er versucht, Adornos negative Dialektik als eine Form emergenter Dialektik zu interpretieren, die von einem kontinuierlichen Prozess angetrieben wird. Er organisierte auch zusammen mit Edson Telles eine wichtige Studie über die Militärdiktatur und ihre Auswirkungen in der Gegenwart mit dem Titel „O que resta da ditadura: a exceção brasileira“ (Was von der Diktatur bleibt: Die brasilianische Ausnahme, Boitempo, 2010), sowie Studien über den Zusammenbruch der brasilianischen Linkspolitik und ihrer Modelle („Só mais um esforço“). Er hat auch Beiträge zur Musikphilosophie, Kulturkritik und psychoanalytischen Theorie veröffentlicht und die Einleitung zu den brasilianischen Übersetzungen von Werken zeitgenössischer Philosophen wie  Slavoj Žižek, Alain Badiou, und Judith Butler verfasst. Beim Verlag Editora Ubu koordiniert er die Coleção Explosante (Explosive Sammlung), in der Bücher von Alain Badiou, Carlos Marighella und Frantz Fanon veröffentlicht wurden.

## Bücher
- 2003 – Um limite tenso: Lacan entre a filosofia e a psicanálise. São Paulo: Editora Unesp
- 2004 – O tempo, o objeto e o avesso: ensaios de filosofia e psicanálise. Belo Horizonte: Autêntica (Mitherausgeber)
- 2006 – Sobre arte e psicanálise. São Paulo: Editora Escuta (Mitherausgeber)
- 2006 – A Paixão do Negativo: Lacan e a dialética. São Paulo: Unesp
- 2007 – Lacan. São Paulo: Publifolha (neu aufgelegt bei Editora Autêntica)
- 2007 – Ensaios sobre música e filosofia. São Paulo: Editora Humanitas (Mitherausgeber)
- 2008 – A filosofia após Freud. São Paulo: Humanitas (Mitherausgeber)
- 2008 – Cinismo e falência da crítica. São Paulo: Boitempo
- 2010 – La passion du négatif : Lacan et la dialectique. Hildesheim: Georg Olms Verlag
- 2010 – Fetichismo : colonizar o Outro. Rio de Janeiro: Civilização Brasileira
- 2010 – O que resta da ditadura: a exceção brasileira. São Paulo: Boitempo (Mitherausgeber)
- 2012 – A esquerda que não teme dizer seu nome. São Paulo: Três Estrelas
- 2012 – Grande hotel abismo: por uma reconstrução da teoria do reconhecimento. São Paulo: WMF Martins Fontes
- 2013 – La Izquierda que no teme decir su nombre. Santiago: LOM Ediciones
- 2015 – O Circuito dos Afetos: Corpos Políticos, Desamparo e o Fim do Indivíduo. São Paulo: Cosac Naify (neu aufgelegt bei Editora Autêntica)
- 2016 – Grand Hotel Abyss: desire, recognition and the restoration of the subject. Leuven University Press
- 2016 – Quando as ruas queimam: manifesto pela emergência. São Paulo: N-1 edições
- 2017 – Só mais um esforço. São Paulo: Três Estrelas
- 2018 – Patologias do social: arqueologias do sofrimento psíquico. São Paulo: Autêntica (Mitherausgeber)
- 2018 – Um dia, esta luta iria ocorrer. São Paulo: N-1 edições
- 2019 – Dar corpo ao impossível: o sentido da dialética a partir de Theodor Adorno. Belo Horizonte: Autêntica
- 2019 – El circuito de los afectos: cuerpos politicos, desamparo y fin del individuo. Cali: Editorial Buonaventura
- 2020 – Maneiras de transformar mundo: Lacan, política e emancipação. Belo Horizonte: Autêntica
- 2021 – O neoliberalismo como gestão do sofrimento psíquico. Belo Horizonte: Autêntica (Mitherausgeber)
- 2022 – Em um com o impulso: experiência estética e emancipação social - Bloco I. São Paulo: Autêntica Editora
- 2023 – Junho de 2013: rebelião fantasma. São Paulo: Boitempo (Mitautor)
- 2024 – Alfabeto das colisões. São Paulo: Ubu Editora[14]
- 2025 – Zynismus und das Scheitern der Kritik. tentare Verlag, Freising, ISBN 978-3-911804-00-4.